# Shane Robinson
Shane Robinson (Waterford, 17 dicembre 1980) è un ex calciatore irlandese, di ruolo centrocampista.

## Carriera
Ha giocato nella massima serie dei campionati irlandese e finlandese.